# Heteropoda gourae
Heteropoda gourae là một loài nhện trong họ Sparassidae.
Loài này thuộc chi Heteropoda. Heteropoda gourae được miêu tả năm 1988 bởi Monga, Sadana & Singh.